# Madame Deemas kärleksresa
Madame Deemas kärleksresa är en svensk dokumentärserie som hade svensk premiär 25 mars 2020. Seriens första säsong är uppdelad på 6 avsnitt.

## Handling
Serien handlar om den syriska filmstjärnan Deema Bayyaa och hennes man Ahmad. De går igenom en hård period i sitt förhållande och besöker deras favoritland, Sverige, i jakten på att hitta lösningar. I varje avsnitt besöker de ett par som alla har något att lära dem.

### Avsnittsinformation
- Avsnitt 1: Deema och Ahmad besöker Annika och Magnus i Skövde som nyligen skiljt sig. De är fortfarande vänner och ska fira uppbrottet med en skilsmässofest.
- Avsnitt 2: Deema och Ahmad besöker Norrköping och träffar Catarina och Stephan som får relationen att blomstra  inspirerade från företagsvärlden.
- Avsnitt 3: Deema och Ahmad träffar Ulrica och Tård i Västerås som ordnar en middag för att diskutera könsroller.
- Avsnitt 4: Deema och Ahmad träffar Nisse och Helen på Gotland som lever i ett öppet förhållande. Nisse ska trolova sig med sin andra kärlek, Jenny.
- Avsnitt 5: Malin och Anders ska åka på tantraläger för att tillbaka gnistan i förhållandet. Kan Deema och Ahmad lära sig något på lägret?
- Avsnitt 6: Janne och Kim lämnade storstaden för att driva ett värdshus tillsammans. Janne dödliga sjukdom ändrade dock på allt. Jannes fokus ligger nu på Kim och IFK Göteborg, de två saker han älskar mest.